# Förnamn
Förnamn är en persons individuella namn. I Sverige står förnamnen före efternamnet eller efternamnen. Förnamn kallas även dopnamn och ett eller flera används som tilltalsnamn.

## Namnformer

### Regionalformer
Vissa förnamn skiftar regionalt vad gäller stavning eller form, särskilt historiskt. Exempel på stavning är exempelvis nordiska namnformer som skiftar stavning beroende på det regionala alfabetet, grammatiken och namnets komponenter. Åsa i Sverige skulle innan 1948 blivit Aasa i Danmark. Segerbjörn i Sverige blir Sigurbjørn på Färöarna.
Inom den Europeiska monarkin är det även tradition att regenters namn skiftar till motsvarande former beroende på språk. Gustaf II Adolf kallas Gustavus Adolphus på latin, Karl XII kallas Charles XII på engelska, Karl den store kallas Charlemagne på franska.

### Könsbundna namn
De flesta förnamn är bundna till den bärandes kön (i modern tid även könsidentitet) och kan antingen vara ett särskilt könsbundet namn utan motsvarighet hos det andra könet eller en feminin eller maskulin variant av ett rotnamn, ofta genom tillägg av någon form av grammatiskt genus. Det senare är vanligast i Europa, även om vissa könsformer är ovanligare än andra.
Exempel på namn med former för motsvarande kön är exempelvis:
| Maskulin form | Feminin form |
| ------------- | ------------ |
| Adrian        | Adriana      |
| Frej          | Freja        |
| Helge         | Helga        |
| Inge          | Inga         |
| Karl          | Karla        |
| Johan         | Johanna      |
| Tor           | Tora         |

Vissa könsbundna förnamn har grammatiskt genus som inte motsvarar bärarens kön. I nordiskan har exempelvis kvinnonamnen Signe, Nike (jämför Nicke) och Majken sådan form som motsvarar maskulint genus (former på -e) medan mansnamnen Jona, Jonas och Adrian har sådan form som motsvarar feminint genus (former på -a).

## Principer för val av förnamn
Historiskt har tre tydliga principer varit vanliga i såväl Sverige som övriga Västeuropa när det gäller val av förnamn: allitteration, variation och uppkallning.

### Allitteration
Allitteration innebar att barnets namn skulle börja på samma konsonant som förälderns namn eller på vokal om förälderns namn börjar på vokal. Utbredningen av allitterationen är osäker; den är främst känd från folkvandringstida furstesläkter, men förefaller ha varit ovanlig redan på vikingatiden. Exempelvis började en lång rad av ynglingaättens kungar på vokal: Ane, Egil, Ottar, Anund och Ingjald. Allitteration förekommer emellertid fortfarande, även om det mest är i formen av att namnen på syskon ofta börjar på samma bokstav.

### Variation
Variation innebar att ett av lederna i barnets namn skulle vara identiskt med motsvarande led i förälderns (eller någon annan släktings) namn, och kunde alltså bara användas tillsammans med sammansatta/tvåledade namn. Exempelvis nämns på en runsten (U 461) en kvinna Fastlög, som hade sonen Fastulv och dottern Holmlög. Under vikingatiden var variationen mycket vanlig, men upphörde i stort sett när vikingatiden slutade.

### Uppkallning
Uppkallning innebär att barnet avsiktligt får samma namn som någon annan person. Redan under vikingatiden blev detta den dominerande principen för att välja förnamn åt barn. Ofta valdes namnet från någon förälder, far- eller morförälder eller annan nära släkting; så kallad släktuppkallning. Även andra personers namn kunde dock komma ifråga, till exempel någon som gjort familjen en tjänst, eller någon man ville ställa in sig hos; så kallad hyllningsuppkallning.
I vissa trakter och under vissa tider verkar släktuppkallningen ofta ha varit ganska regelbunden. Ett sådant vanligt mönster är att första sonen uppkallades efter farfar, andra sonen efter morfar, första dottern efter mormor och andra dottern efter farmor. Ett annat sådan mönster är att barnet skulle uppkallas efter närmsta avlidna släkting av samma kön. I de fall ett visst mönster verkar ha följts i mycket hög grad kallar man detta för bunden uppkallning. Begreppet bunden uppkallning är dock något omstritt, eftersom det alltid har funnits undantag och det aldrig har varit fråga om direkt påbjudna regler.
När uppkallning endast har skett efter avlidna personer, har detta satts i samband med själavandringstro. Det har även funnits folktro kring detta, att personer i släkten som dött spökade om de inte blev uppkallade.
Under 1800-talet ändrades mönstren för val av personnamn kraftigt. Många nya namn infördes ("den nordiska namnrenässansen") och det blev vanligt med två eller flera förnamn. I samband med detta blev även uppkallning mindre vanlig. Idag är uppkallning tämligen ovanlig när det gäller tilltalsnamn; däremot förekommer uppkallning fortfarande i stor utsträckning när det gäller förnamn som inte är tilltalsnamn.
En del mindre undersökningar har gjorts för att se hur pass vanligt det faktiskt var att barn hade samma namn som olika släktingar. Dessa undersökningar har då bara omfattat mindre områden, varför egentligen alla påståenden om uppkallning och speciellt bunden uppkallning måste betraktas som ganska osäkra. Speciellt släktforskare har intresserat sig för uppkallning, eftersom regelbunden sådan kan ge ledtrådar till släktskap, även om det aldrig kan bevisa något.
I modern tid förekommer det att barn uppkallas efter kända personer eller fiktiva figurer. Vissa fiktiva figurers namn som har hittats på av en författare har rent av blivit så vanliga att de har blivit en del av vad som kan betraktas som den allmänna namnskatten, såsom Ronja (från Astrid Lindgren).

## Historia
Det äldsta kända kvinnonamnet är Neithotep, som var drottning av Egypten 3200 f.Kr.
Under medeltiden blev det vanligt i Sverige att använda namn som burits av kristna helgon, fast de kunde få en försvenskad form. Namnskicket var likartat i den västra och östra rikshalvan. Eftersom förvaltningsspråket var svenska, möter oss svenska namn också i urkunder från Finland och senare i finska kyrkböcker, även om dessa namn i verkligheten kunde ha en finsk form (Matti istället för Matts, Pekka istället för Per osv.)
De klart vanligaste namnen under 1300-talet är Olof och Johan. De nästa fem namnen på båda sidorna om bottenhavet är Niklas, Laurens, Peter, Anders och Jakob (för Finlands del är ordningsföljden något osäker). Dessutom är Henrik vanligt i Finland. Det finns ett nära samband mellan helgonens status och namnens popularitet. De som hade den högsta eller näst högsta festgraden, totum duplex eller duplex, stod oftast högst i kurs som dopnamn. De allra heligaste namnen, såsom Maria, dristade man sig dock inte använda. Sverige domineras ännu vid denna tid av gamla nordiska namn, medan mycket få gamla finska namn förekommer i den så kallade Svartboken med finska medeltidshandlingar. I Satakunda bar 88,6 procent ett namn som tillhörde något av de 24 mest vördade helgonen.
Under 1500-talet har de gamla nordiska namnen givit vika. De populäraste namnen är fortfarande desamma som ett par hundra år tidigare, förutom att Erik har trängt undan Jakob. I Finland är namnen jämnare fördelade. De vanligaste namnen och deras frekvens framgår av tabellen.
| Sverige   | Andel (%) | Finland   | Andel (%) |
| --------- | --------- | --------- | --------- |
| Per       | 11,6      | Mats      | 8,3       |
| Jon, Jöns | 11,2      | Per       | 7,1       |
| Olof      | 10,5      | Olof      | 7,1       |
| Lars      | 7,8       | Henrik    | 6,9       |
| Anders    | 7,8       | Erik      | 6,7       |
| Nils      | 7,4       | Lars      | 6,5       |
| Erik      | 5,3       | Jon, Jöns | 6,5       |

## Lagstiftning

### Lagstiftning i Finland
Enligt den finska namnlagen skall varje barn ges ett, två eller tre förnamn, som inom två månader från födelsen skall anmälas till befolkningsdatasystemet via magistrat eller församling. Förnamnet skall vara lämpligt. Namnet skall vara i enlighet med landets namnskick och barnets kön, om inte annat beror på religiös sed, barnets härkomst eller annan giltig orsak. Patronymikon eller metronymikon kan ges som andra eller tredje förnamn (isländska sådana hanteras i enlighet med isländsk lag). Förnamn kan ändras en gång genom anmälan till magistraten, senare genom ansökan med giltigt skäl. Namnet på barn över 12 år kan normalt inte ändras utan barnets samtycke. Vanligen är namnet könsbundet och det är ibland möjligt att utläsa bärarens generation, beroende på förnamnens växlande popularitet. Ett fåtal förnamn används både av män och kvinnor.

### Lagstiftning i Sverige
Enligt den svenska namnlagen skall varje barn ges ett eller flera förnamn, som inom tre månader från födelsen skall anmälas till skattemyndigheten. Den som endast har ett förnamn kan genom anmälan till skattemyndigheten förvärva ytterligare ett eller flera förnamn. Vanligtvis är förnamnet könsbundet och det är ibland även möjligt att utläsa bärarens generation, beroende på förnamnens växlande popularitet.
Det finns namn som används av både män och kvinnor som är könsneutrala. Patent- och registreringsverket använder sig av Statistiska centralbyrån för att bedöma vilka namn som ska anses könsneutrala. I bedömningen kontrolleras vilka namn som bärs av 50 personer vardera kön. Efter det görs en bedömning om namnet kan anses könsneutralt eller om det huvudsakligen används som efternamn.